# Ekolsund
Ekolsund är en tidigare småort i Enköpings kommun, belägen mellan Enköping och Bålsta i Husby-Sjutolfts socken vid Ekolsundsviken. Vid 2015 års småortsavgränsning hade orten vuxit samman med Hammarsudds småort.
Orten har fått sitt namn efter Ekolsunds slott viken Ekoln som tidigare hade ett utlopp i övriga Mälaren här. Landhöjningen har dock gjort att sundet försvunnit. Slottet låg ursprungligen på en udde i Övergrans socken men flyttades på 1630-talet till den nu försvunna byn Ellas ägor i Husby-Sjutolfts socken. Samhället som ligger på slottets utägor har vuxit fram kring Ekolsunds järnvägsstation som anlades 1878 vid Stockholm–Västerås–Bergslagens Järnvägar. Järnvägen passerade här på en järnvägsbank över Ekolsundsviken.